# Zacco (zoologia)
Zacco Jordan & Evermann, 1902 è un genere di pesci d'acqua dolce appartenenti alla famiglia Cyprinidae.

## Distribuzione e habitat
Queste specie sono diffuse in Asia, nelle acque dolci di Cina e Vietnam.

## Descrizione
Le specie del genere presentano un corpo allungato, compresso ai fianchi, dal profilo idrodinamico. La pinna caudale è bilobata, le altre pinne sono triangolari. Il dimorfismo sessuale è accentuato in almeno due specie (Z. chengtui e Z. platypus) con il maschio più grande, livrea a colori accesi e pinna anale più sviluppata. La colorazione varia secondo la specie, ma tutte presentano un fondo grigio olivastro con riflessi argentei e diverse linee orizzontali (Z. taliensis) o verticali.

Le dimensioni, diverse secondo la specie, variano dai 16 cm ai 30 cm.

## Alimentazione
Si nutrono di plancton e zooplancton.

## Pesca
Tutte le specie sono pescate localmente per l'alimentazione umana. Particolarmente apprezzata è Z. taliensis.

## Tassonomia
- Zacco chengtui
- Zacco platypus
- Zacco taliensis